# Tromsdalen
Tromsdalen est une localité du comté de Troms, en Norvège.

## Géographie
Administrativement, Tromsdalen fait partie de la kommune de Tromsø.